# Koritnica
Die Koritnica (italienisch Coritenza, deutsch Koritnich) ist ein Wildwasserfluss in den Julischen Alpen im Nordwesten von Slowenien, der in die Soča mündet. 
Die Quelle der Koritnica liegt in etwa 1450 Metern Höhe unterhalb des Mangart-Gipfels. Entlang eines Teils des Flusses führt die Predilpassstraße von der italienischen Grenze in Richtung Bovec. Nach schweren Unwettern im November 2000 verwüstete ein Erdrutsch Teile der Straße und des Dorfes Log pod Mangartom an der Koritnica. Auf dem Weg den Pass hinunter passiert die Koritnica das Festungswerk Kluze durch eine tief eingeschnittene Klamm. Auf dem folgenden Flussabschnitt hinunter zur Soča ist die Koritnica ein beliebtes Wildwasser für Kajak-Paddler. Beim Dorf Kal-Koritnica mündet der Fluss in die Soča.

## Weblinks

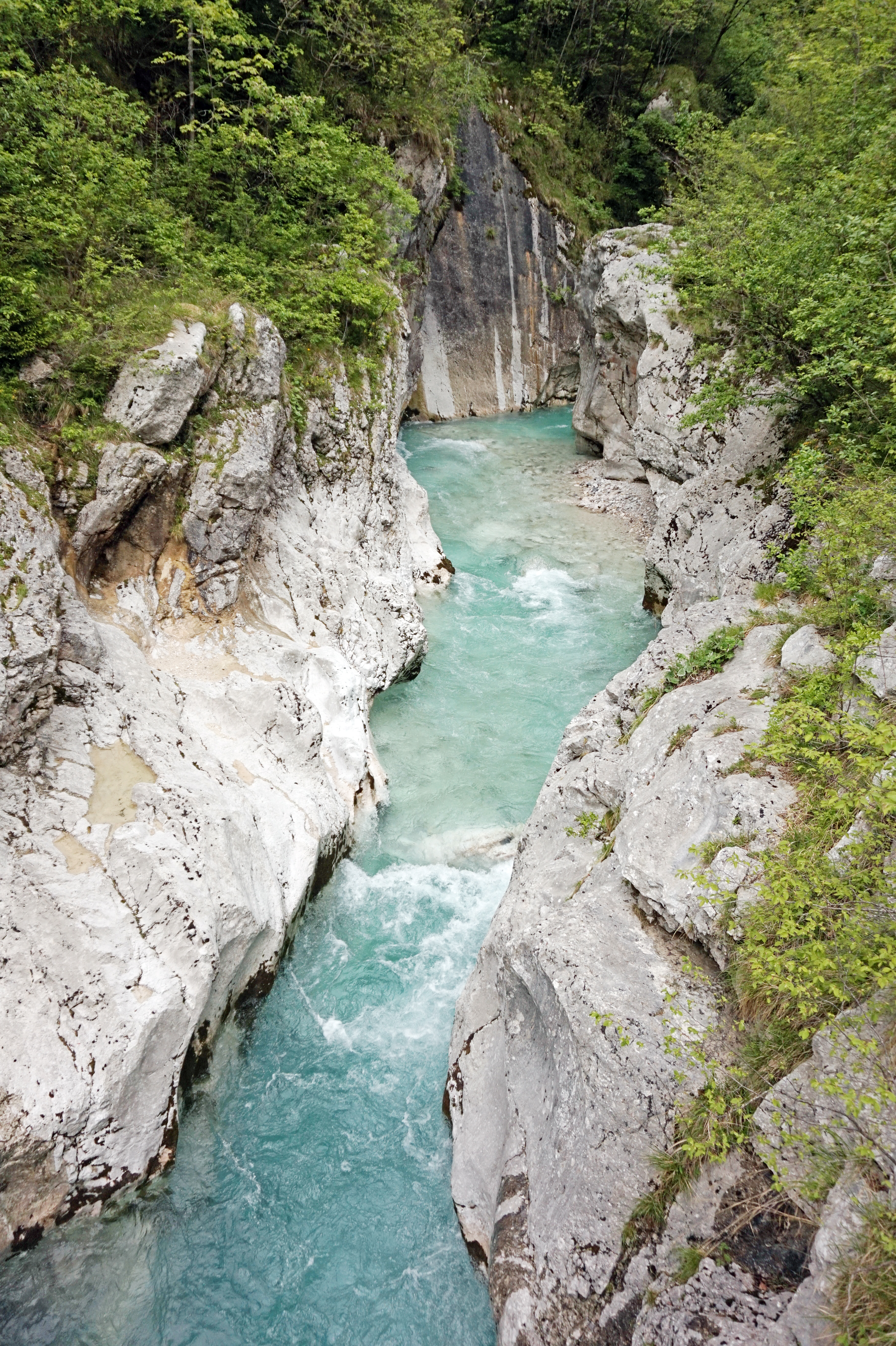
Koritnica